# Толминка
Толминка је горски поток који протиче кроз насеље Толмин. Извире близу планине Полог у Триглавском националном парку и код Толмина се улива у реку Сочу. Поток је под планином Јаворца и селом Чадрг обликовао дубоку сутјеску која се зове - Корита Толминке по којој води заштићен пут за посјетиоце. Над понором се налази Худичев мост који је служио италијанским војницима на фронту дуж Соче. Под мостом се у поток улива термални извор с константном температуром воде између 18 и 20 C°, док Толминка кроз целу годину не достиже температуру преко 8 C°. У кортима се налази и ушће Толминке и потока Задлашчица који је заштићени резерват сочанске пастрмке. Ушће се налази на надморској висини од 180 м и најнижа је тачка Триглавског националног парка. Са стране над њим је улаз у Дантеову јаму.

## Галерија
- Худичев мост
- Медведова глава